# LHS 3003
LHS 3003是一顆位於長蛇座的紅矮星，距離地球23光年。